# دگرصدایی
دگرصدایی (به انگلیسی: Heterophony؛ به فرانسوی: Hétérophonie) یکی از بافت‌های موسیقی به‌ویژه در اجرای بداهه است. «دگرصدایی» حاصلِ اجرای هم‌زمانِ برداشت‌های مختلفِ از یک ملودی است.
اگر یک خط ملودی تنها و بدون همراهی اجرا شود، آن را «تک صدایی»، و اجرای همزمانِ خطوط  متفاوت ملودیک توسط چند ساز یا خواننده به‌صورت هماهنگ را «چندصدایی» می‌نامند.

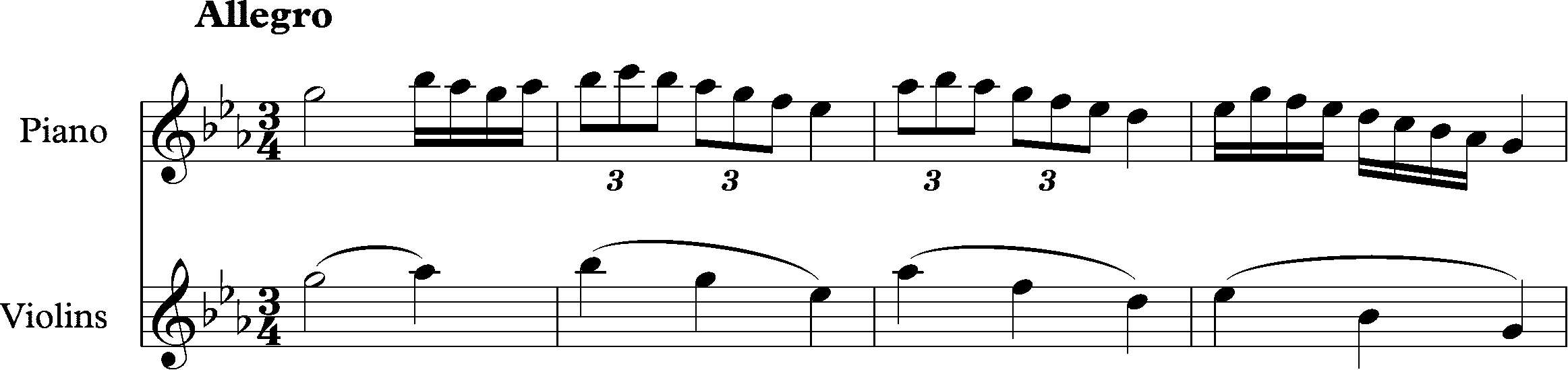
مثال از کنسرتو برای پیانو در «دو مینور» اثر موتزارت (اجرای همزمان یک ملودی با دو برداشت متفاوت)
بندانگشتی|وسط|